# Biserica „Sfinții Arhangheli Mihail și Gavriil” din Marinici
Biserica „Sf. Arhangheli Mihail și Gavriil” este o biserică amplasată în Marinici, raionul Nisporeni, Republica Moldova. Este un monument arhitectural de importanță națională inclus în Registrul monumentelor Republicii Moldova ocrotite de stat cu nr. 906 (raionul Nisporeni). Datează din 1885.